# Amblyopie
Amblyopie of een lui oog is een neurovisuele ontwikkelingsstoornis. De aandoening wordt gekenmerkt door een onderontwikkeling van verschillende visuele kenmerken en vaardigheden zoals gezichtsscherpte, oogbewegingen, oogsamenwerking en stereoscopisch dieptezicht. Het oog zelf is meestal gezond maar neurologisch niet goed geïntegreerd tijdens de neurovisuele ontwikkeling in de prille kindertijd. Dat kan worden veroorzaakt door verschillende factoren, zoals verziendheid, anisometropie, scheelzien of cataract. Hierdoor kregen de hersenen in de prille kindertijd geen scherp beeld aangeboden, anders gezegd: de hersenen werden visueel gedepriveerd, waardoor ze visueel niet voldoende werden ontwikkeld. Voor een gezonde visuele hersenontwikkeling zonder lui oog is het cruciaal dat de hersenen voldoende visuele input krijgen en correct visueel 'gevoed' worden. Als dit niet gebeurt ontwikkelen bepaalde visuele hersencircuits zich niet voldoende en worden de hersenen in zekere mate onontvankelijk voor visuele prikkels, zélfs als later toch nog een correcte bril wordt gedragen.
Amblyopie wordt vaak gedefinieerd als onscherp zien met één oog, zelfs met de optimale optische correctie. Maar dit symptoom is slechts één aspect van de aandoening. Doordat amblyopie een effect heeft op het hele visuele hersensysteem, heeft de aandoening ook beperkende impact op onder meer het perifeer zicht van het 'goede' oog, de oogbewegingen, de samenwerking van de ogen en het dieptezicht.
Lang werd geloofd dat deze visuele ontwikkelingsachterstand na een bepaalde leeftijd en na het verstrijken van 'de kritieke periode' niet meer in te halen was. Dit blijkt niet te kloppen: uit neurowetenschappelijk onderzoek omtrent perceptueel leren en neuroplasticiteit blijkt dat nog veel vooruitgang geboekt kan worden door het uitvoeren van bepaalde visuele trainingsoefeningen. Het is belangrijk dat tijdens dit revalidatietraject niet enkel het 'goede' oog wordt afgeplakt om de gezichtsscherpte van het 'luie' oog te verbeteren. Om het probleem duurzaam op te lossen en echt beter te zien met beide ogen tegelijkertijd, is het essentieel om ook de oogbewegingen, oogsamenwerking en het stereozicht te revalideren zodat na de behandeling de hersenen binoculair (met beide ogen) zien. Zo kan het visuele ontwikkelingsproces weer op het juiste spoor worden gezet en kunnen die visuele hersenvaardigheden zich over de jaren heen blijven versterken. Jonge kinderen en tieners zijn het best te behandelen met visuele training, maar ook volwassenen hebben nog een zekere mate van visuele hersenplasticiteit. 
Amblyopie ontstaat bij 2 tot 5 procent van de jonge kinderen. In veel gevallen zou een lui oog echter kunnen worden voorkomen door een goede screening van amblyopie-veroorzakende factoren en vroegtijdige interventies zoals het geven van een (baby)bril en visuele stimulatie.

## Oorzaken van amblyopie
Een lui oog kan veroorzaakt worden door verschillende factoren:
- hoog brilsterkteverschil tussen beide ogen (anisometropie)
- het te laat detecteren en corrigeren van een refractieve lensafwijking (verziendheid, bijziendheid, astigmatisme) met een bril
- scheelzien (strabisme)
- oogziekten zoals aangeboren staar (cataracta congenita)
- een laaghangend ooglid (ptosis)

Bij een brilsterkteverschil of een eenzijdige brilsterkte is het beeld dat het ene oog doorgeeft aan de hersenen van betere kwaliteit dan het beeld van het andere oog. Als dat op jonge leeftijd niet met een bril gecorrigeerd wordt, beginnen de hersenen te neigen naar het zien met één oog en raken de hersenbanen die gelinkt zijn aan het slecht ziende oog onderontwikkeld. De hersenen lopen een visuele ontwikkelingsachterstand op. 
In geval dat amblyopie veroorzaakt wordt door strabisme, leren de hersenen het beeld van een van de twee ogen onderdrukken om dubbel zien en visuele verwarring te voorkomen. Een van de ogen wordt dan gewoonlijk minder vaak gebruikt of afzijdig gehouden bij het kijken met als gevolg amblyopie. Soms is het scheelzien zo subtiel of niet constant aanwezig dat de amblyopie pas laat wordt opgemerkt. 

## Benaming "lui oog"
Het woord amblyopie is afgeleid van het Grieks: ἀμβλύς (amblys) betekent "afgestompt" of "ongevoelig" en ὤψ (ōps) betekent "zicht". Door de slechte neurologische integratie van het amblyopische oog lijkt niet mee te werken of "lui", vandaar de populaire benaming.

## Behandeling

##### Jonge kinderen
Een lui oog kan op verschillende manieren behandeld worden afhankelijk van de oorzaak en ernst van het luie oog. De behandelmethoden zijn:
- (preventief) detecteren en corrigeren van de refractieve lensafwijkingen (verziendheid, bijziendheid, astigmatisme) met een (baby-)bril
- afplakken van het goede oog met oogplakkers (occlusietherapie)
- druppelen van het goede oog met atropine

##### Kinderen en volwassenen
De bovenvermelde methoden zijn vooral gericht op kinderen omdat die behandelingstechnieken op jonge leeftijd het snelst resultaat geven. Deze eenvoudige behandelingstechnieken zijn echter enkel gericht op het snel verbeteren van de gezichtsscherpte van het amblyopische oog en niet op het langdurig herstellen van gezond binoculair zicht. Afhankelijk van hoe ver de amblyopie al gevorderd is en of ze al dan niet gepaard gaat met scheelzien, kan visuele stimulatie of therapie gericht op het herstellen of verwerven van stabiele oogsamenwerking en stereo- of dieptezicht een cruciale rol spelen in het normaliseren van de algehele visuele ontwikkeling.
Het op latere leeftijd behandelen van amblyopie met visuele therapie is echter ook heel zinvol. De hersenen zijn vanzelfsprekend het meest kneedbaar tijdens de kindertijd maar blijven tot op zekere hoogte levenslang veranderlijk. In haar boek Diepte leren zien beschrijft Amerikaans neurobiologe Susan Barry, die zelf sinds haar prille kindertijd een lui oog had, hoe ze op 48-jarige leeftijd toch nog haar oogsamenwerking, de breedte van haar gezichtsveld, haar dynamische gezichtsscherpte en bovenal haar stereozicht leerde verbeteren na een jaar van visuele training of visuele therapie. In haar boek beschrijft ze tevens de neurowetenschappelijke mechanismen die deze transformatie mogelijk maken, alsook de getuigenissen van vele andere volwassen patiënten die de onverwachte en overweldigende veranderingen in hun visuele waarnemingsvermogen beschrijven. 
De mate waarin verbetering kan geboekt worden, hangt af van het specifieke geval, de duur van de therapie en de toewijding van de patiënt. Meestal is het afplakken of druppelen van het goede oog niet voldoende, maar is een meer gepersonaliseerde en verfijnde vorm van visuele therapie nodig om de hersenen te stimuleren de signalen van het luie oog beter te interpreteren en het stereozicht te verbeteren.
 Voor de meest recente vormen van visuele therapie wordt ook gebruik gemaakt van Virtual-Reality-headsets en software die specifiek ontwikkeld is voor het behandelen van amblyopie en strabisme zoals bijvoorbeeld Vivid Vision.